# Yasunori Sakurazawa
Yasunori Sakurazawa (櫻澤 泰徳 ,Sakurazawa Yasunori) conocido profesionalmente como Sakura, es el ex-baterista de la reconocida banda japonesa L'Arc~en~Ciel. Así mismo es el líder de las bandas ZIGZO, Lion Heads (como guitarrista) y es miembro de Sons of All Pussys.

## Biografía
Sakura nació el 20 de noviembre de 1969 en Nerima, Japón. Es el más joven de tres hermanos.
Cuando era niño comenzó a tomar clases de piano y luego, años después en la secundaria, comenzó a interesarse mucho en la música Rock tomando aprendizaje musical sobre ella. Al principio quería tocar la guitarra pero rápidamente cambió de idea y se dedicó enteramente a la batería.

## Etapa musical
Aún en la secundaria, Sakura era el percusionista de tres grupos escolares distintos. Luego de salir de la escuela, se convirtió en Roadie de una conocida banda japonesa por aquel entonces, DEAD END, todo esto luego de cumplir los 19 años. Posteriormente se convertiría en baterista de reemplazo del mismo grupo.
Poco tiempo después, ya tocando la batería de manera profesional, se unió a las bandas Die+Kusse y HaremQ (con esta última llegó a editar un CD donde Sakura es el baterista oficial).

## L'Arc~en~Ciel
En el año de 1993, Sakura se une a L'Arc~en~Ciel. Ese mismo año sale el disco debut DUNE que hace voltear muchas caras centrando la atención en la banda. Le seguirían tres discos más, Tierra, heavenly y True, con los cuales L'Arc~en~Ciel tiene un éxito considerable y se consagra como una de las mejores bandas en activo para aquellos años. Sakura se destacaría por su gran versatilidad como baterista y percusionista. Sin embargo, en 1997 es arrestado por posesión ilegal de drogas. L'Arc~en~Ciel entra en recesión y los otros integrantes se marchan de Japón por unos meses para liberarse de la presión mediática. Poco después Sakura decide retirarse del grupo por voluntad propia.

## Trabajo posterior
En 1999 asumió el liderato de la banda de rock alternativo ZIGZO, editando tres álbumes entre 1999 y 2002, año en el que se separaron dejando una sensación de haber podido dar más material musicalmente.
Un año después, se une a la banda S.O.A.P. donde una vez más comparte escenario y grabaciones con Ken, guitarrista de L'Arc~en~Ciel. Rápidamente ascendió en fanáticos, y tuvo una actividad muy elevada editando tres miniálbumes y varios conciertos en un período no mayor a dos años. Pese a los rumores de separación, se ha dicho que el grupo se encuentra actualmente en descanso indefinido.
Actualmente es miembro de la agrupación Lion Heads, pero esta vez no lo hace como baterista, sino ejecutando el puesto de guitarrista.